# Anapausa
Anapausa is een kevergeslacht uit de familie van de boktorren (Cerambycidae). De wetenschappelijke naam van het geslacht werd voor het eerst geldig gepubliceerd in 1864 door Thomson.

## Soorten
Anapausa omvat de volgende soorten:
- Anapausa armata Thomson, 1864
- Anapausa longipennis Breuning, 1966
- Anapausa rugifrons Breuning, 1951